# Tumultul din Toruń

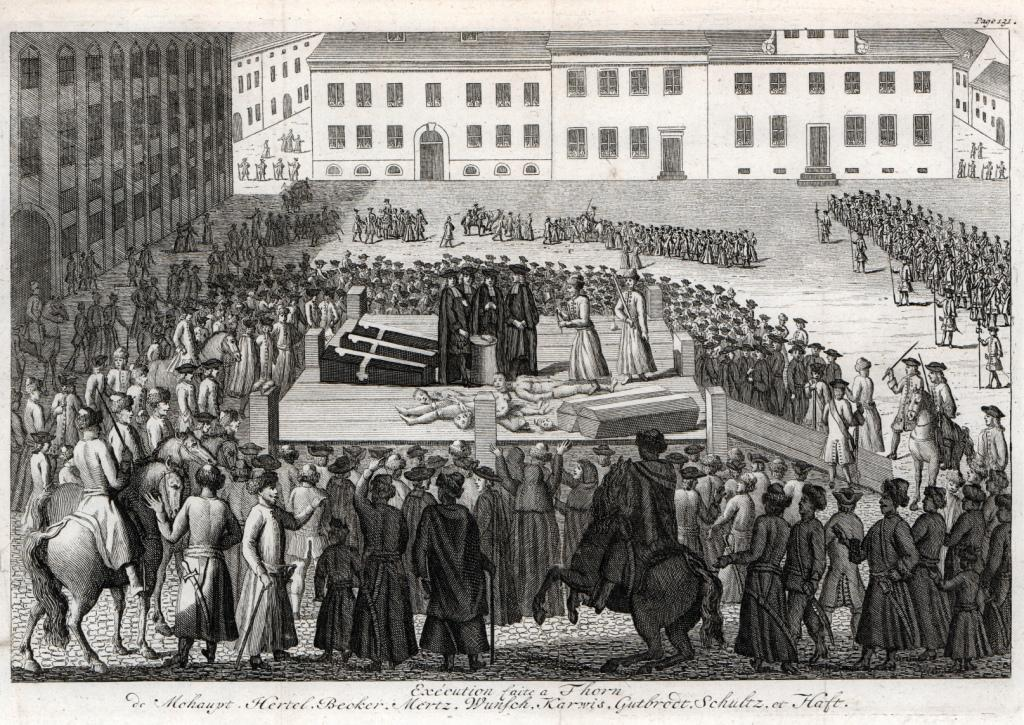
Execuția din Thorn (Toruń)

Tumultul din Toruń  (pol. Tumult toruński, ger. Thorner Blutgericht) se referă la torturile și execuțiile ordonate în 1724 de Curtea Supremă a Poloniei aflată atunci sub conducerea regelui Frederic August II cel Puternic dintr-o dinastie saxonă. În timpul conflictului religios dintre populația majoritar protestantă reprezentată de Johann Gottfried Rösner, primarul orașului Toruń din Prusia Regală, și studenții colegiului iezuit, clădirea colegiului a fost devastată de o mulțime de protestanți germani. Primarul și alți nouă oficiali protestanți au fost acuzați de neglijarea datoriei, condamnați la moarte și executați în ziua de 7 decembrie 1724.

## Context istoric
Orașul Toruń a fost construit de cruciații germani ai Ordinului Teutonic în apropierea unui mai vechi oraș al slavilor. În 1223 orașul a primit privilegiile prevăzute de legea Kulm, alături de alte câteva așezări germane de pe teritoriul controlat de Ordinul monastic al teutonilor. În scurt timp au ajuns aici noi coloniști precum și călugări franciscani și dominicani. În secolul al XV-lea, pe măsură ce deveneau tot mai dezamăgiți de politica Ordinului Teuton, cetățenii statului monastic înființat de acesta s-au organizat într-o Confederație Prusacă și au proclamat secesiunea cu ajutorul Coroanei polone în 1454. La sfărșitul Războiului de 13 ani (1454–66), terminat prin cea de-a doua Pace de la Toruń din 1466, Prusia Regală a fost organizată ca o nouă provincie și încorporată în Regatul Poloniei. 
În 1525, după secularizarea Ordinului Teutonic, se înființează un nou stat (Ducatul Prusiei) care va fi primul ce adoptă luteranismul ca religie oficială. Majoritatea populației germane din Prusia Regală adoptă protestantismul în 1557, în timp ce majoritatea populației din Polonia rămâne catolică. În timpul administrației tot mai centralizate a primarului Heinrich Stroband (1586-1609), puterea este preluată de un consiliu municipal.
La acea dată, Uniunea polono-lituanienă era foarte tolerantă în problemele religioase. Totuși, această situație s-a schimbat pe măsură ce Contrareforma făcea tot mai multe progrese. În 1595 jesuiții au sosit în oraș pentru a promova Contrareforma și au preluat controlul asupra Bisericii Sf. Ioan. Oficialii protestanți au încercat să limiteze influxul populațiiei catolice în oraș, cu atât mai mult cu cât călugării iezuiți și dominicanii dețineau deja controlul asupra majorității bisericilor cu excepția catedralei Sf. Maria, singura care aparținea protestanților.
În a doua jumătate a secolului al XVII-lea tensiunile dintre catolici și protestanți au crescut în intensitate. În 1645 o discuție (Colloquium Charitativum) dintre liderii de opinie ai celor două crez-uri rivale, care se dorea a fi o reconciliere, nu a dus la nici un rezultat. În timp ce în restul continentului tensiunile dintre catolici și protestanți se calmau după sângerosul Război de 30 de ani și încheierea Păcii de la Westphalia (1648), pe teritoriul Uniunii polono-lituaniene, altădată atât de tolerantă încât devenise loc de refugiu pentru cei urmăriți de persecuțiile religioase, situația se înrăutățea. Din 1632 catedrala Sf. Maria era păzită de o miliție lutherană (Bürgerwehr) în timpul desfășurării procesiunilor catolice din timpul sărbătorii Corpus Christi, ca și când catolicii ar fi avut de gând să atace lăcașul de cult al protestanților. Conflicte violente au izbucnit în 1688 și 1721.

## Evenimentele din 1724

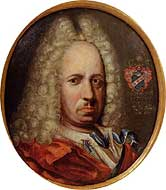
Johann Gottfried Rösner

Pe 16 și 17 iulie 1724, când iezuiții organizau o nouă procesiune în oraș au izbucnit violențe între discipolii iezuiților și cei ai luteranilor cărora catolicii le reproșau lipsa de respect față de Fecioara Maria fiindcă nu își scoteau pălăriile și nu îngenuncheau în fața statuii. Ca urmare a acestui conflict studentul catolic Stanisław Lisiecki a fost arestat de miliția luterană. Iezuiții l-au sechestrat atunci pe unul dintre elevii gymnasiului luteran (Jan Nagórny) într-una din mănăstirile lor. În jurul acestei mănăstiri s-a adunat apoi o mulțime de catolici care cereau eliberarea lui Lisiecki. Johann Gottfried Rösner, care în acel an era președintele consiliului municipal al orașului Toruń, a dat ordin milițiilor luterane să împrăștie această mulțime furioasă, dar comandantul milițiilor a refuzat să execute ordinul. La fel au procedat și “gărzile civice” loiale Regelui, care au intervenit doar după ce mulțimea furioasă a pătruns în edificiul de cult al iezuiților, provocând numeroase distrugeri.
Câțiva iezuiți au fost bătuți, icoanele sfinților catolici au fost profanate iar altarul principal, parțial distrus. 
După acest eveniment, atât iezuiții cât și dominicanii au încercat să-i convertească cu forța pe Johann Gottfried Rösner și alți 10 cetățeni protestanți de vază ai orașului, însă aceștia au refuzat și au rămas în oraș în ciuda presiunilor exercitate asupra lor de iezuiți, care i-au chemat în fața Curții Supreme a Regalității din Varșovia. 
Procesul s-a desfășurat pe timpul Sejm-ului liniștit din cea de-a doua domnie a lui Frederic August II cel Puternic, când Rusia dicta în politica internă a Poloniei. Regele, care se convertise la romano-catolicism pentru a putea fi ales la conducera Poloniei, nu se afla în poziția potrivită pentru a îi putea ierta pe condamnați. 
Rösner și alți 12 luterani au fost condamnați la moarte pe 16 noiembrie. Prințul Jerzy Dominik Lubomirski a condus un regiment de soldați în orașul Toruń, pentru a executa verdictul. Rösner și alți oficiali urmau să fie decapitați pentru “neglijarea datoriei” și în timp ce doi dintre condamnați, acuzații fiind și de profanarea Fecioarei, urmau să fie torturați și apoi arși pe rug. 
Unul dintre condamnați, care se convertise la catolicism, va fi iertat. La fel se va proceda și în cazul lui Jakob Heinrich Zerneke (1672–1741), un istoric respectat (autorul unei cronici a orașului, publicată în 1711 – Chronica Thornica), apropiat al lui Rösner și predecesorul său în funcția de primar, care va fi grațiat pe 12 decembrie și va emigra la Danzig (Gdańsk). 
Ultima biserică protestantă din oraș (Sf. Maria) va fi confiscată de catolici și atribuită călugărilor franciscani care au oficiat aici o slujbă chiar în ziua execuției (7 decembrie 1724), dată care de atunci este comemorată de protestanți ca fiind ziua execuției martirilor. În același timp au mai fost confiscate și acordate catolicilor o școală protestantă, o capelă și o tiparniță. S-a hotărât și ca majoritatea membrilor consiliului municipal să aparțină catolicilor.

## Consecințe
Evenimentul a fost folosit de propaganda susținută de statul Brandenburg-Prusia ca exemplu al intoleranței poloneze. Într-o mare parte a continentului unde protestanții erau majoritari, episodul “curtea însângerată” sau “baia de sânge din Toruń” a fost considerat o reminescență a epocii “vânătorilor de vrăjitoare”, dăunând reputației Poloniei recunoscută până atunci ca stat tolerant.
Peste 165 de broșuri și nenumărate publicații de pe continent au raportat atunci evenimentul. Câteva decenii mai târziu, chiar în timpul împărțirii Poloniei, Voltaire amintea de condamnarea protestanților ca fiind un exemplu al intoleranței poloneze. Mai târziu, pastorul reformat din Toruń, Franz Jacobi, care a cercetat și relatat despre acest eveniment, considera că această condamnare părtinitoare și nedreaptă i-a scandalizat într-atât de mult pe protestanții de pe întregul continent încât ar fi putut declanșa un nou război general european.
În istoriografia poloneză, episodul numit “Tumultul din Toruń” este arareori menționat. Istoricul Norman Davies consideră că doar datorită acestui incident orașul natal al lui Copernic a devenit cunoscut în Europa protestantă.